# Montserrat Foz Val
Montserrat Foz Val (Barcelona, 1950 - Barcelona, 2008) fou una jugadora de tennis de taula catalana.
Es formà amb la seva germana bessona Mercè al Grup Barna, amb el qual. posteriorment, aconseguí el campionat estatal per equips (1969). També guanyà tres Campionat d'Espanya de dobles de forma consecutiva (1968, 1969, 1970), fent parella amb la seva germana, i un de dobles mixtos (1968, amb Josep Maria Palés). A nivell provincial, fou tres vegades campiona de Barcelona per equips amb el Grup Barna i una de dobles (1969). Entre d'altres reconeixement, rebé el premi Sant Martí de plata juntament amb la seva germana, en la modalitat individual als 8ns Premis Sant Martí 1970.